# 安德里伊夫卡市镇 (顿涅茨克州)
安德里伊夫卡乡级市镇（烏克蘭語：Андріївська сільська громада）是乌克兰顿涅茨克州克拉马托尔斯克区的一个市镇，行政中心为安德里伊夫卡村。市镇面积为159.6平方公里，人口数量为2,230人（2020年）。

## 聚居点
该市镇包括5个村庄。